# Saison 1990 de la NFL
Navigation
Édition précédente Édition suivante
La saison 1990 de la NFL est la 71e saison de la National Football League. Elle voit le sacre des New York Giants à l'occasion du Super Bowl XXV.

## Classement général
| Qualifié en play-offs |

| AFC Est              |      |      |      |        |          |            |
| Franchise            | Vic. | Déf. | Nuls | % vic. | Pts pour | Pts contre |
| Buffalo Bills        | 13   | 3    | 0    | .813   | 428      | 263        |
| Miami Dolphins       | 12   | 4    | 0    | .750   | 336      | 242        |
| Indianapolis Colts   | 7    | 9    | 0    | .438   | 281      | 353        |
| New York Jets        | 6    | 10   | 0    | .375   | 295      | 345        |
| New England Patriots | 1    | 15   | 0    | .063   | 181      | 446        |
| AFC Central          |      |      |      |        |          |            |
| Franchise            | Vic. | Déf. | Nuls | % vic. | Pts pour | Pts contre |
| Cincinnati Bengals   | 9    | 7    | 0    | .563   | 360      | 352        |
| Houston Oilers       | 9    | 7    | 0    | .563   | 405      | 307        |
| Pittsburgh Steelers  | 9    | 7    | 0    | .563   | 292      | 240        |
| Cleveland Browns     | 3    | 13   | 0    | .188   | 228      | 462        |
| AFC Ouest            |      |      |      |        |          |            |
| Franchise            | Vic. | Déf. | Nuls | % vic. | Pts pour | Pts contre |
| Los Angeles Raiders  | 12   | 4    | 0    | .750   | 337      | 268        |
| Kansas City Chiefs   | 11   | 5    | 0    | .688   | 369      | 257        |
| Seattle Seahawks     | 9    | 7    | 0    | .563   | 306      | 286        |
| San Diego Chargers   | 6    | 10   | 0    | .375   | 315      | 281        |
| Denver Broncos       | 5    | 11   | 0    | .313   | 331      | 374        |

| NFC Est             |      |      |      |        |          |            |
| Franchise           | Vic. | Déf. | Nuls | % vic. | Pts pour | Pts contre |
| New York Giants     | 13   | 3    | 0    | .813   | 335      | 211        |
| Philadelphia Eagles | 10   | 6    | 0    | .625   | 396      | 299        |
| Washington Redskins | 10   | 6    | 0    | .625   | 381      | 301        |
| Dallas Cowboys      | 7    | 9    | 0    | .438   | 244      | 308        |
| Phoenix Cardinals   | 5    | 11   | 0    | .313   | 268      | 396        |
| NFC Central         |      |      |      |        |          |            |
| Franchise           | Vic. | Déf. | Nuls | % vic. | Pts pour | Pts contre |
| Chicago Bears       | 11   | 5    | 0    | .688   | 348      | 280        |
| Tampa Bay Buccs     | 6    | 10   | 0    | .375   | 264      | 367        |
| Detroit Lions       | 6    | 10   | 0    | .375   | 373      | 413        |
| Green Bay Packers   | 6    | 10   | 0    | .375   | 271      | 347        |
| Minnesota Vikings   | 6    | 10   | 0    | .375   | 351      | 326        |
| NFC Ouest           |      |      |      |        |          |            |
| Franchise           | Vic. | Déf. | Nuls | % vic. | Pts pour | Pts contre |
| San Francisco 49ers | 14   | 2    | 0    | .875   | 353      | 239        |
| New Orleans Saints  | 8    | 8    | 0    | .500   | 274      | 275        |
| Los Angeles Rams    | 5    | 11   | 0    | .313   | 345      | 412        |
| Atlanta Falcons     | 5    | 11   | 0    | .313   | 348      | 365        |

- Cincinnati termine devant Houston et Pittsburgh en AFC Central en raison des résultats enregistrés en confrontations directes (3-1 contre 2-2 et 1-3).
- Philadelphia termine devant Washington en NFC Est en raison des résultats enregistrés en division (5-3 contre 4-4).
- Tampa Bay termine deuxième en NFC Central en raison des résultats enregistrés en confrontations directes (5-1 contre 2-4 pour Detroit,3-3 pour Green Bay, et 2-4 pour Minnesota).
- Detroit finished termine troisième en NFC Central en raison de la différence de points en division (+8 contre -40).
- Green Bay termine devant Minnesota en NFC Central en raison des résultats enregistrés en conférence (5-7 to Vikings' 4-8).
- Los Angeles Rams termine devant Atlanta en NFC Ouest en raison de la différence de points en division (+1 contre -31).

## Play-offs
Les équipes évoluant à domicile sont nommées en premier. Les vainqueurs sont en gras

### AFC
- Wild Card : 
  - 5 janvier 1991 : Miami 17-16 Kansas City
  - 6 janvier 1991 : Cincinnati 41-14 Houston
- Premier tour : 
  - 12 janvier 1991 : Buffalo 44-34 Miami
  - 13 janvier 1991 : Los Angeles Raiders 20-10 Cincinnati
- Finale AFC : 
  - 20 janvier 1991 : Buffalo 51-3 Los Angeles Raiders

### NFC
- Wild Card : 
  - 5 janvier 1991 : Philadelphie 6-20 Washington
  - 6 janvier 1991 : Chicago 16-6 Nouvelle-Orléans
- Premier tour : 
  - 12 janvier 1991 : San Francisco 28-10 Washington
  - 13 janvier 1991 : New York Giants 31-3 Chicago
- Finale NFC : 
  - 20 janvier 1991 : San Francisco 13-15 New York Giants

### Super Bowl XXV
- 27 janvier 1991 : New York Giants (NFC) 20-19 Buffalo (AFC), au Tampa Stadium de Tampa